# Túlia
A Túlia finn eredetű női név, mely a Kalevalában szereplő Tuulikki nevéből lett képezve, illetve a Tuuli- kezdetű helynévből származó család- és ragadványnevekből származó Tuuli, Tuula női névből képezték a 20. században.  A finn tuuli szó jelentése: szél.

## Gyakorisága
Az 1990-es években szórványos név, a 2000-es években nem szerepel a 100 leggyakoribb női név között.

## Névnapok
- február 22.[2]